# Scriptol
Scriptol este un limbaj de programare.

## Legături externe
- Site web oficial